# 李薇庄
李薇庄（1873年—1913年），名厚礽，浙江宁波人，清末民国实业家、革命家，辛亥上海光复功臣之一。

## 生平
生于大清宁波府镇海县小港，今属于宁波市北仑区。是小港李家第三代成员。祖父是清末航运业大亨李也亭。
早年学业优异，曾考中举人。外放出任江苏候补知府。后历任江苏省警察局提调，糖捐丝捐局督办，裕苏官钱局总办等清朝地方政府职务。
李因感到清朝政治的腐败，转而倾向于革命救国。1908年，东渡日本考察日本工商业，与赵家艺在日本东京加入中国同盟会。从此追随孙中山，是孙亲密友人之一。自日本回国后，因在清朝江苏官府任职，利用自己职务便利，暗中支持孙中山革命，曾动用官钱局官银10万两，资助辛亥上海光复。
上海光复后，被选为议员，并任上海闸北区区长。
1913年，于上海逝世。名流如蔡元培、于右任、王一亭、沈曾植、袁克文、李平书等都表哀悼。马其昶撰写墓表。孙中山得知李英年早逝，特书“子孙永保” 相赠。

## 家庭
李有七子女：
- 长子李祖韩
- 次子李祖夔
- 三子李祖模
- 女四人